# 紙片瑪利歐 色彩噴濺
《紙片瑪利歐 色彩噴濺》（中国大陆又译作）是由Intelligent Systems開發、任天堂發行，於2016年在Wii U平台所推出的電子角色扮演遊戲。

## 評價

### 銷售
《紙片瑪利歐 色彩噴濺》在日本首周銷量為20894份。首月加總銷量為37093份。

### 獲獎
《紙片瑪利歐 色彩噴濺》為IGN的2016年最佳Wii U遊戲。

## 外部連結
- 官方网站（日語）
- 官方网站（英文）